# 7-9-13
7-9-13 är ett musikalbum av Kim Larsen. Albumet gavs ut 2003.

## Låtlista
1. Sjølund
2. Sømand ombord
3. Moster
4. Tommelille
5. Festen
6. Viktoria
7. Det summer
8. Romantik
9. Junglen
10. Sommerregn
11. Kom tog
12. Marianne
13. Uma na na
14. Lidt endnu